# Artibus et historiae
Artibus et Historiae (deutsch: Den Künsten und der Geschichte) mit dem Zusatz an Art Anthology ist der Name einer halbjährlich erscheinenden Zeitschrift mit Veröffentlichungen des Instituts für kunsthistorische Forschung (IRSA, Instituto per le Ricerche di Storia dell’Arte). Themen der Zeitschrift sind die Schönen Künste, vor allem Malerei, Bildhauerei und Architektur; andere Medien, wie Fotografie und Film, werden auch thematisiert.

## Idee
Die Idee der Gründung einer neuen kunsthistorischen Zeitschrift ist Ende der 1970er Jahre entstanden. Nach dem Internationalen Kongress der Kunstgeschichte (CIHA) 1979 in Bologna wurde dies, auf Initiative des polnischen Kunsthistorikers Józef Grabski, verwirklicht. Artibus et Historiae schloss eine Marktlücke, denn es fehlte seinerzeit eine selbstständige und unabhängige, alle Epochen und Disziplinen umfassende, wissenschaftliche kunsthistorische Fachzeitschrift.
Die Prämisse der Artibus et Historiae ist die interdisziplinäre Forschung, die die Zusammenhänge aller Möglichkeiten der visuellen Repräsentation, Soziologie und Ikonografie beleuchten soll.

## Publikation
Die erste Ausgabe erschien 1980 in Venedig. Die Redaktion wurde mehrmals verlegt – zunächst nach Wien, dann nach Florenz und schließlich nach Krakau, wo sie sich seit 1996 befindet. Die weltweit erscheinende Zeitschrift feiert ihr 30-jähriges Bestehen mit der 60. Jubiläums-Ausgabe im Jahre 2009.
Das Beratungsgremium der Artibus et Historiae besteht aus anerkannten Kunsthistorikern aus der ganzen Welt. Die Artikel werden auf Englisch, Deutsch, Französisch und Italienisch veröffentlicht. Diejenigen Beiträge, die wegen ihres Umfangs nicht in die Zeitschrift integriert werden können, werden serienmäßig in Buchform (Bibliotheca Artibus et Historiae) herausgegeben.
Die Zeitschrift wird in quadratischem Format als Hardcover publiziert und erscheint zweimal pro Jahr. Die einzelnen Bände verfügen über eine doppelte Zählung, sowohl des Jahrgangs in römischen Ziffern wie auch eine fortlaufende Nummernzählung.

### Titel
Artibus, im Lateinischen „den Künsten“, ist die Anschrift auf dem Giebel der polnischen Nationalgalerie Zachęta in Warschau, der Heimatstadt von Józef Grabski; et Historiae, im Lateinischen und der Geschichte, ist eine Hommage an Karolina Lanckorońska, polnische Kunsthistorikerin, Gründerin des Institutum Historicum Polonicum in Rom und Herausgeberin polnischer geschichtlicher Quellen.

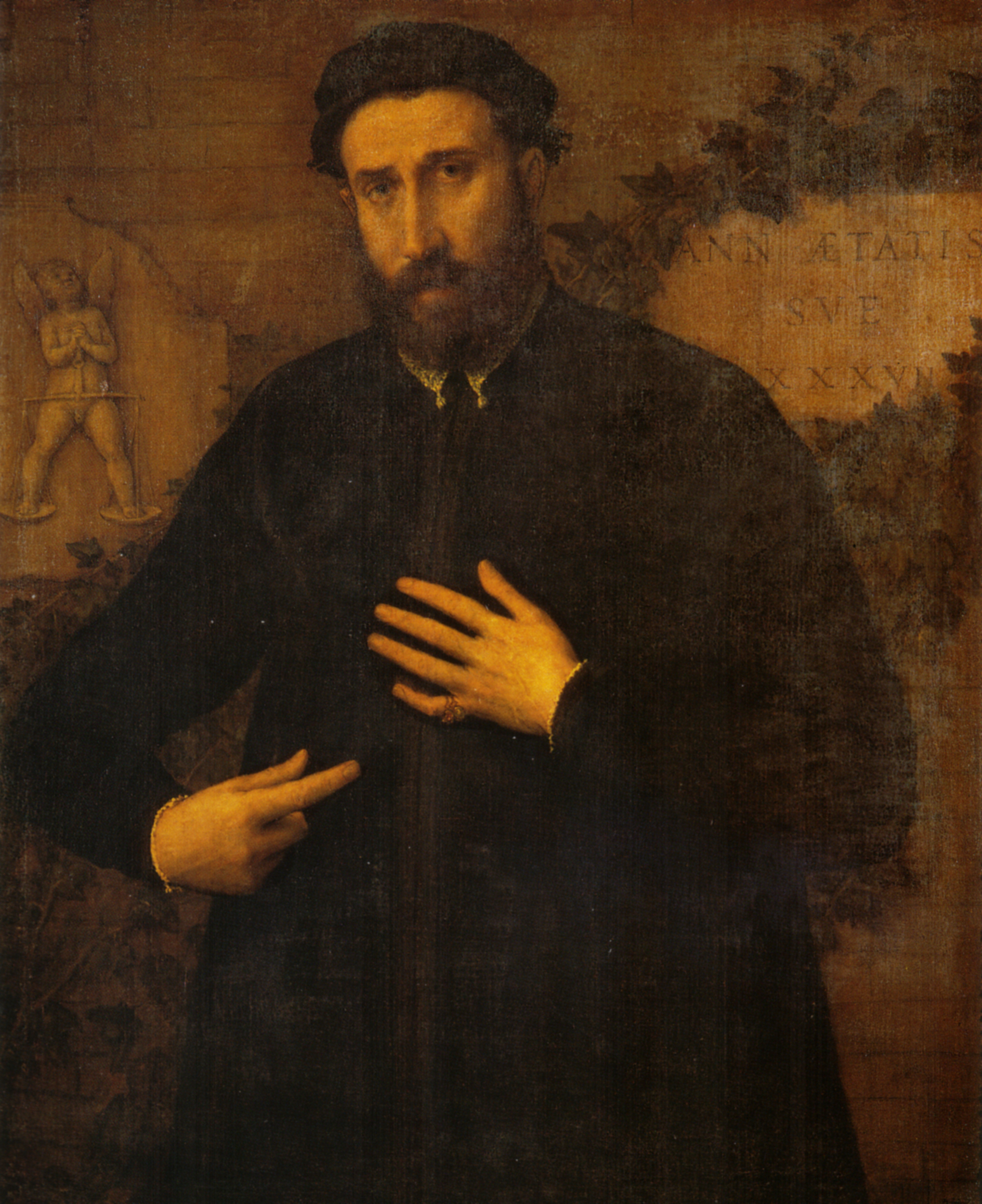
Logo links oben

### Logo
Die Zeitschrift sowie alle anderen Publikationen des IRSA sind mit dem charakteristischen Logo versehen, einem Engelchen, das auf einer von ihm selbst gehaltenen Waage steht. Das Motiv stammt aus einem Gemälde Lorenzo Lottos, einem Porträt eines 37-jährigen Mannes und soll die platonische Idee des Gleichgewichts zwischen dem Geistigen und dem Körperlichen im Leben eines Menschen symbolisieren.